# Jan Both

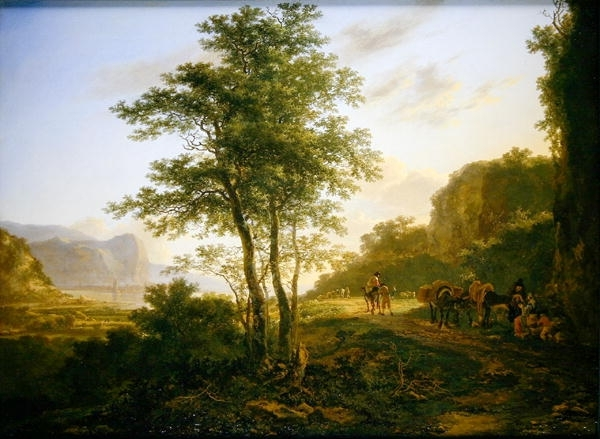
Italienskt landskap med resande av Jan Both.

Jan Both, född omkring 1610 och död 1652, var en nederländsk konstnär. Han var bror till Andries Both.
Both upptog som sin lärare Abraham Bloemaert det italienska "ideallandskapet" som motiv och blev den främste på detta område i Nederländerna. Även Claude Lorrain har i stor utsträckning påverkat Boths konst, som genomsyras av en varm guldton och mjuka linjer. Tavlor av honom finns i Amsterdam, London, München på Konstmuseet i Köpenhamn och Nationalmuseum i Stockholm med flera platser. Both utförde även flera landskapsteckningar.